# تالتالی اپازیلا
تالتالی اپازیلا (به لاتین: Taltali Upazila) یک منطقهٔ مسکونی در بنگلادش است که در ناحیه برگونه واقع شده‌است. تالتالی اپازیلا ۲۵۸٫۹۴ کیلومتر مربع مساحت و ۸۸٬۰۰۴ نفر جمعیت دارد.